# Heuresis

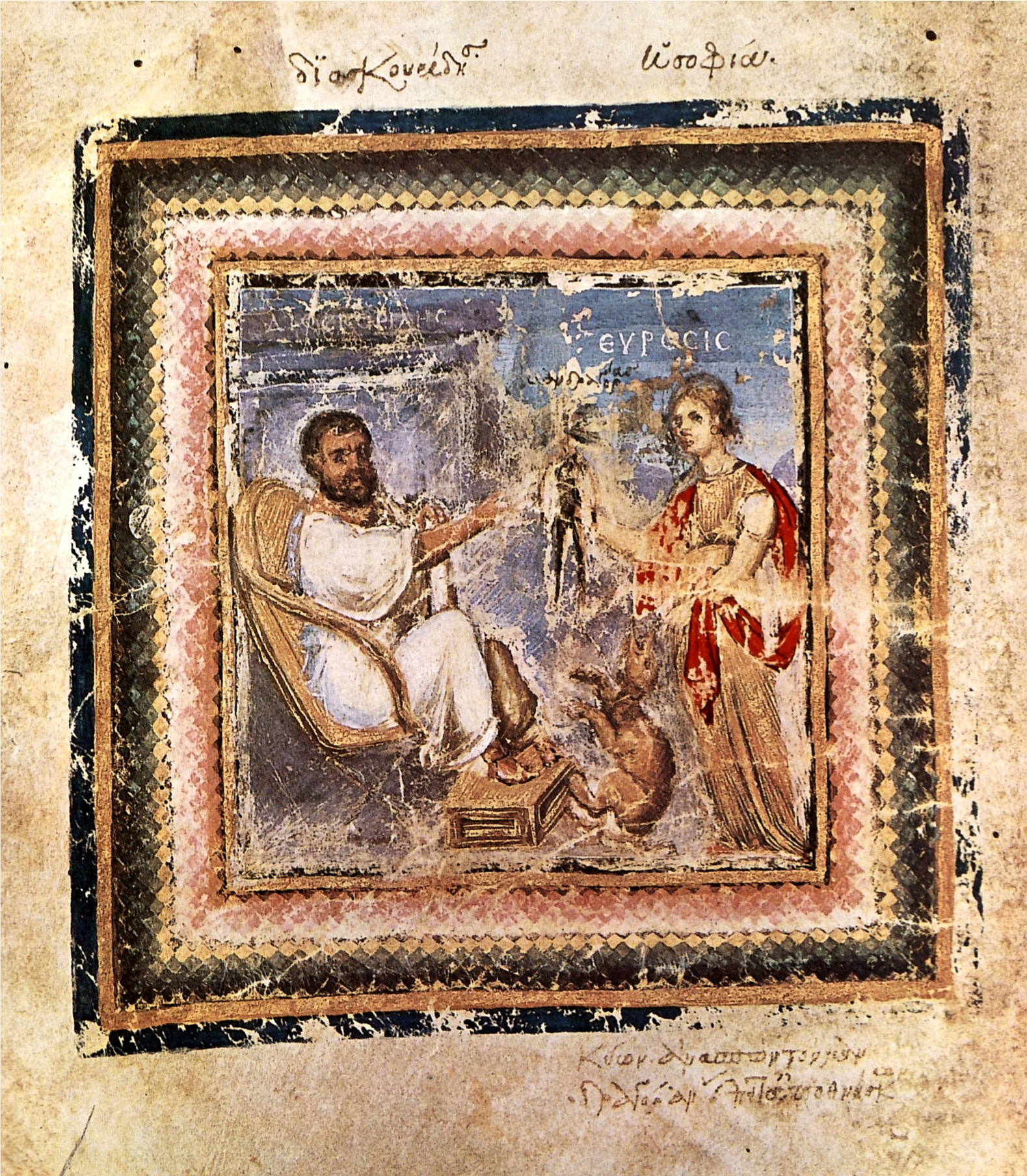
Heuresis übergibt Dioscurides eine Alraunwurzel. Erstes Autorenbild auf fol. 4 verso

Heuresis (auch Euresis) ist in der griechischen Mythologie eine Nymphe, die in der Literatur als Hüterin oder Göttin der Erfindung bekannt ist. Im anglo-amerikanischen Sprachraum findet sie auch unter dem Namen Discovery Erwähnung.
Die einzige bekannte Abbildung von Heuresis findet sich im spätantiken Wiener Dioskurides Kodex. Der Grieche Pedanios Dioscurides stand als Militärarzt im Dienste der römischen Kaiser Claudius und Nero und gilt als berühmtester Pharmakologe des Altertums. Die Abbildung zeigt einen bärtigen Arzt (Dioscurides selbst) auf einem eleganten Sitzmöbel, der den Arm nach einer Pflanze ausstreckt, die ihm von Heuresis, personifiziert als Kind, überreicht wird. Zu den Füßen des Mannes liegt ein im Sterben liegender schwarzer Hund. Bei der Pflanze handelt es sich um die Alraunwurzel (Mandragora), eine giftige Heil- und Ritualpflanze, der Zauberkräfte nachgesagt wurden und deren Eigenschaften Dioscurides beschrieb. Die Darstellung des Hundes schürte die Sage, dass man bei der Ernte der Alraune einen gänzlich schwarzen Hund verwenden sollte, den man mit einer Schnur an die abgegrabene Pflanze befestigt, um diese aus der Erde herauszuziehen. Der Hund stirbt durch die todbringenden Schreie der Alraune, die sich mit ihren Wurzeln versucht im Erdreich festzuhalten, während der Bauer durch Bienenwachs in den Ohren vor Leid geschützt ist.
Zwischen 1652 und 1655 übersetzte John Goodyer den Codex des Dioscurides ins Englische. Diese Übersetzung befindet sich heute im Besitz der Bibliothek des Magdalen College in Oxford, England. Nach Heuresis werden noch heute zahlreiche Firmen oder Institutionen benannt, sowie eine wissenschaftliche Fachzeitschrift.